# マケドニア人民解放反ファシスト会議
マケドニア人民解放反ファシスト会議（マケドニア語:Антифашистичко Собрание на Народното Ослободување на Македонија; АСНОМ / Antifašističko Sobranie na Narodnoto Osloboduvanje na Makedonija; ASNOM）は、第二次世界大戦中の1944年から終戦時までにかけてのマケドニア国家の人民を代表する立法および行政の最高機関である。
ASNOMの第1会の総会は1944年、マケドニアの歴史の上で象徴的なイリンデンの日にあたる8月2日に、マケドニアのクマノヴォに近い現セルビア領のプロホル・プチニスキ修道院にて行われた。会議でもっとも重大な決議は、マケドニア語を公用語とするマケドニア人による国民国家・マケドニアの樹立宣言であった。それによると、マケドニアの市民は、その民族の別に関わらず、すべて市民権を与えられ、その母語と信仰を守る権利を有する。

ASNOMは、戦時中のマケドニアの政府の最高機関であったが、マケドニア国家はその憲法制定当初からユーゴスラビア連邦の枠内での構成共和国とされていた。会議では大戦におけるマケドニア解放戦争が終わった後、ユーゴスラビアのほかの民族との間での「兄弟愛と統一」が確立されるまでの間の国家の位置づけについての宣言を発した。
1948年にユーゴスラビアのヨシップ・ブロズ・ティトーとソビエト連邦のヨシフ・スターリンが決別したことにより、ギリシャ内戦は終わり、マケドニア全土を統一するというティトーの夢は潰えた。ブルガリアがマケドニア人はブルガリア人とは異なる民族であるとする立場を再度否定したこととともに、ギリシャで内戦に勝利した反共主義者もマケドニア人の存在を否定したことによって、ユーゴスラビアこそが、マケドニア人を民族と認め、マケドニア人の国家を認める唯一の確かな道となったと、デヤン・ジョキッチ（Dejan Đokić）は主張した。
会議の議長はメトディヤ・アンドノフ＝チェント（Metodija Andonov-Čento）であった。チェントの目標は、統一マケドニア国家を完全に独立したものとして樹立するか、あるいはユーゴスラビア連邦の構成国とすることであった。ユーゴスラビアの構成国としてのマケドニアは実現されたものの、統一マケドニアの実現はならず、またチェントはマケドニア人民共和国の初代大統領として、ユーゴスラビア連邦政府からの独立性を高めるよう求めていた。チェントは、ティトーのマケドニアにおける代理人であるスヴェトザル・ヴクマノヴィッチ＝テンポ（Svetozar Vukmanović-Tempo）や、マケドニア共産党の代表で後にユーゴスラビア大統領となったラザル・コリシェフスキ（Lazar Koliševski）らと対立した。
会議に貢献した人物にはキロ・グリゴロフもいた。グリゴロフは、マケドニア共和国が独立を果たしたとき、最初の大統領となった。